# Friapazio
Friapazio (Phriapatius o Priapatius; fl. II secolo a.C.) è stato un sovrano dei Parti dal 191 a.C. al 170 a.C.

## Biografia
Friapazio era nipote di Tiridate, fratello del fondatore della dinastia arsacide, Arsace I. Regnò nel periodo seguente l'invasione del sovrano seleucide Antioco III, e fu il padre di tre sovrani arsacidi, Fraate I, Mitridate I e Artabano I.